# Koivujärvi (sjö i Norra Österbotten, lat 65,45, long 27,97)
Koivujärvi är en sjö i Finland. Den ligger i kommunen Taivalkoski i landskapet Norra Österbotten, i den centrala delen av landet, 600 km norr om huvudstaden Helsingfors. Koivujärvi ligger 174 meter över havet. Arean är 43,1 hektar och strandlinjen är 3,85 kilometer lång. Sjön  ingår i Ijo älvs huvudavrinningsområde. 